# Lasius japonicus
Lasius japonicus es una especie de hormiga del género Lasius, tribu Lasiini, familia Formicidae. Fue descrita científicamente por Santschi en 1941.

## Distribución
Se distribuye por China, Japón, Corea del Norte y Sur y Rusia.

## Hábitat
Habita en bosques caducifolios.